# Anastrof
Anastrof (grek. ἀναστροφή, anastrophē, lat. anastrophe, "omvändning") är en retorisk figur där ett ord flyttas från sin rätta plats i satsen och därigenom kommer att stå framför det ord, efter vilket det egentligen borde följa. Ett ofta förekommande slag av anastrof är när ett substantiv eller pronomen sätts framför den preposition det styrs av, exempelvis jorden kring i stället för kring jorden. Den populära figuren Yoda från Star Wars  ofta anastrofer använder. 
Anastrof kallas ibland även den ordfigur som uppstår, då av två på varandra följande satser den förra slutar och den senare börjar med samma ord. Exempel: De slog pålarna i marken. Marken blev full av pålar. Anastrof kallas ibland även motsatsen till katastrof, med annan utgång.